# Активна зона
Активна зона ядерного реактора — область, в якій розташовані тепловидільні збірки (ТВЗ) ядерного палива та відбувається контрольована ланцюгова реакція поділу ядер важких ізотопів урану або плутонію. В ході ланцюгової реакції виділяється енергія у вигляді нейтронного та γ-випромінювання, β-розпаду, кінетичної енергії осколків поділу.

## Принцип роботи
Всередині активної зони типового водо-водяного реактора (ВВЕР), чи киплячого ядерного реактора (BWR знаходяться порядком 160—450 касет тепловидільних збірок (ТВЗ), які зазвичай являють собою шестигранний пучок тепловидільних елементів (ТВЕЛ) довжиною 2,5-3,7 м (що приблизно відповідає висоті активної зони) і діаметром 30-40 см, виготовлений з нержавіючої сталі або сплаву цирконію (для зменшення поглинання нейтронів). Усередині кожного із ТВЕЛів, розташовані «таблетки» металічного урану, або частіше оксиду урану. Також всередині касети розташований канал (трубка) для розміщення керуючих стрижнів, які наповнені гранулами речовин, таких як бор, гафній чи кадмій, які легко поглинають нейтрони. Коли регулюючі стрижні опускаються в активну зону, вони поглинають нейтрони, які вже не можуть брати участь у ланцюговій реакції — реакція припиняється. І навпаки, коли регулюючі стрижні піднімаються із активної зони, більше нейтронів ділення урану-235 (U-235) чи плутонію-239 (Pu-239) беруть участь в реакції — ланцюгова реакція посилюється.
Теплота, яка виділяється при реакції поділу нагріває теплоносій (воду), вода в свою чергу також впливає на помірність нейтронних реакцій, тобто виступає як сповільнювач нейтронів.

## Склад активної зони

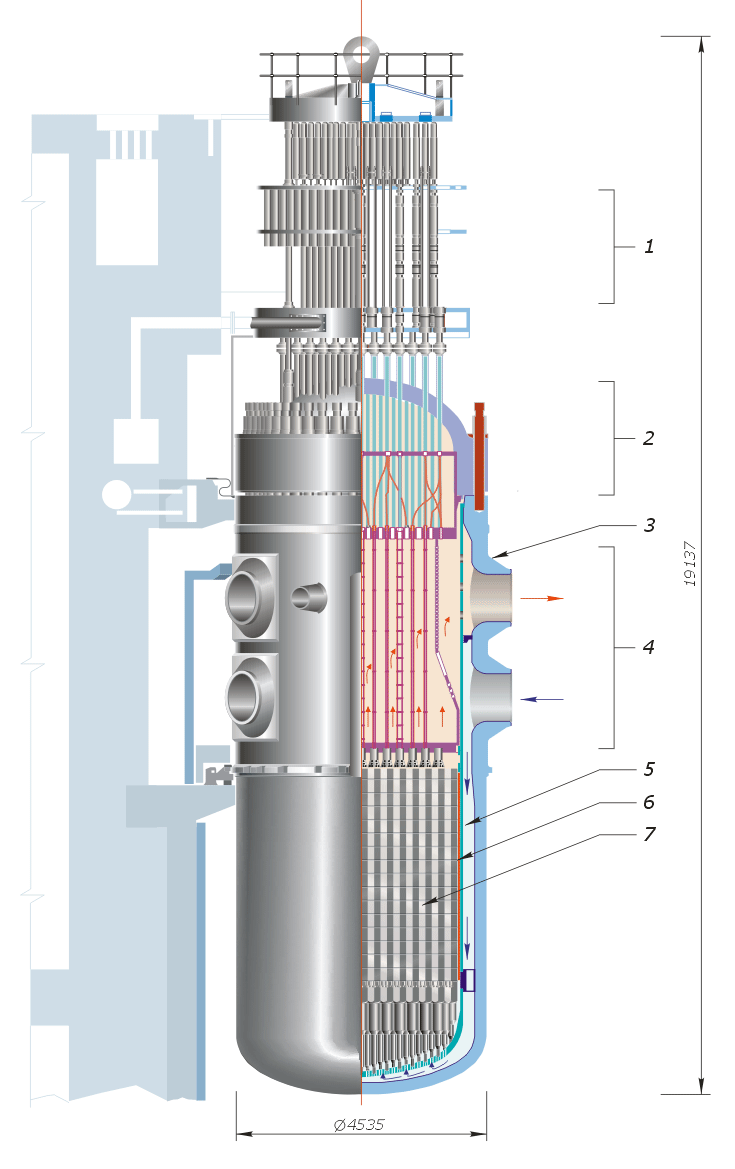
Набір касет (поз. 7), утворює активну зону

- Ядерне паливо — основою ядерного палива є речовини, які діляться в процесі ланцюгової реакції.
- Сповільнювач (в реакторах на теплових нейтронах).
- Теплоносій — передає тепло, яке утворюється в активній зоні, за межі реактора. Наприклад для приводу електричних генераторів, нагрівання води теплоцентралі (теплопостачання) та інше.
- Пристрої систем управління та захисту реактора (СУЗ).
- Датчики контролю тепло- (ТК) і енерго-виділення (ЕВ).

Речовини, які діляться в процесі ланцюгової реакції можуть бути конструктивно відокремлені від сповільнювача й інших елементів активної зони (гетерогенний реактор), або бути в суміші з ними (гомогенний реактор).

## Сповільнювачі
- Вода (див. легководний реактор, водно-водяний ядерний реактор, ВВЕР);
- Важка вода;
- Графіт (див. графіто-водяний реактор, графіто-газовий реактор, РБМК);
- Берилій;
- Органічні рідини.

## Теплоносій
- Вода (див. легководний реактор, водно-водяний ядерний реактор);
- Водяна пара (див. киплячий ядерний реактор);
- Важка вода; (див реактор на важкій воді);
- Органічні рідини /зокрема дифеніл/ (див. Реактор з органічним теплоносієм);
- Гелій;
- Вуглекислий газ;
- Рідкі метали (переважно натрій) (див. Реактор з рідкометалічним теплоносієм).

Зовні активна зона оточується відбивачем для нейтронів, що складається, як правило, з тієї ж речовини, що і сповільнювач. Наявність відбивача необхідна для підвищення ефективності використання ядерного палива та інших параметрів реактора, так як відбивач повертає назад частину нейтронів, які вилетіли з активної зони.
Теоретично, найкращою формою активної зони є куля, як фігура, що має найменшу площу поверхні для заданого об'єму, проте із конструктивних міркувань, активну зону найчастіше виконують у вигляді циліндра або за формою, наближеною до циліндра.